# 弗朗西斯科·馬德羅
弗朗西斯科·伊格纳西奥·馬德羅·冈萨雷斯（西班牙語：Francisco Ignacio Madero González，西班牙語發音：[fɾanˈsiskojɣˈnasjo maˈðeɾo ɣonˈsales]；1873年10月30日—1913年2月22日）是領導1910年墨西哥革命的塞法迪犹太人革命家，墨西哥總統（1911年至1913年）。
他推翻了墨西哥獨裁者波費里奧·迪亞斯的統治，然而，他當權后卻無法有效地鞏固新政府，在1913年被迪亞斯殘黨刺殺，革命陷入混亂，派別林立，內戰爆發。